# Yasin Ayari
Yasin Abbas Ayari, född 6 oktober 2003 i Solna, är en svensk fotbollsspelare som spelar för Brighton & Hove Albion i Premier League. Han är äldre bror till fotbollsspelaren Taha Ayari som spelar för AIK i Allsvenskan.

## Klubblagskarriär

### Tidig karriär
Yasin Ayari inledde vid sexårsåldern sin fotbollskarriär i moderklubben Råsunda IS efter ett veckokort gästspel i Vasalunds IF dessförinnan. Efter några år i Råsunda IS flyttade han hösten 2012 till AIK och inledde med klubbens U9-lag. 2018 vann AIK Gothia Cups klass SEF Trophy med Ayari i laget efter att man vunnit samtliga matcher i turneringen. Mellan 2018 och 2020 var Ayari ordinarie i AIK:s P16, P17 samt P19.

### AIK
Som 16-åring började han träna med AIK:s A-lag under våren 2020 på Karlberg. I det allsvenska hemmamötet med IK Sirius den 15 juli 2020 var han, av dåvarande chefstränaren Rikard Norling, för första gången uttagen i matchtruppen och han satt hela matchen på bänken då lagkaptenen Henok Goitom blev matchhjälte med det enda målet i den 74:e matchminuten. Den 6 december 2020 gjorde Ayari allsvensk debut, då han fick chansen från start i säsongens sista omgång borta mot Elfsborg. Den dåvarande 17-åringen fick drygt en timmes speltid i ett möte som slutade 2–2.
När AIK den 19 augusti 2021 mötte Rågsveds IF inför 1 800 åskådare på Hagsätra IP i den andra omgången av Svenska cupen 2021/2022 svarade Ayari för sitt första tävlingsmål i AIK-tröjan. Detta efter att han på volley placerade in 2–0 via stolpen i det vänstra hörnet. AIK vann cupmötet med 5–0 vilket innebar att man blev klara för gruppspelet. Han gjorde även en assist under matchen då han spelade fram Zachary Elbouzedi till matchens sista mål.
Han gjorde sitt första allsvenska mål den 2 april 2022 i en 4–2-förlust över BK Häcken i den första seriematchen för säsongen på Bravida Arena. Det andra målet i allsvenskan kom den 14 augusti 2022 i matchen mot IFK Värnamo på hemmaplan.  
UEFA Conference League
I den tredje kvalomgången i returmötet mot KF Shkëndija, en match som spelades i Skopje, gjorde Yasin Ayari den viktiga kvitteringen till 1-1, ett mål som tog matchen till förlängning och straffar. En straffläggning som AIK vann och därmed avancerade till playoff-rundan i kvalet till UEFA Conference League. 

### Brighton
Den 30 januari 2023 skrev han på ett kontrakt med Brighton & Hove Albion fram till juni 2027. Övergångssumman var 67 600 000 kr. Ayari debuterade den 19 mars 2023 i en 5–0-seger över Grimsby Town i FA-cupen, där han blev inbytt i den andra halvleken.
Den 21 augusti 2023 lånades Ayari ut till Championship-klubben Coventry City på ett säsongslån. Den 5 januari 2024 lånades han istället ut till Blackburn Rovers på ett låneavtal över resten av säsongen 2023/24.
I början av säsongen 2024/25 får Ayari regelbundet med speltid i Brighton. Efter inhopp i de inledande tre omgångarna, fick han sin första start i Premier Leauge den 14 september 2024 mot Ipswich.

## Landslagskarriär
Ayari debuterade för Sveriges landslag den 9 januari 2023 i januariturnéns första match mot Finland. Ayari gjorde sitt första mål i landslaget i Nations League-mötet mot Slovakien den 11 oktober 2024. Efter 25 minuters spel landade ett inlägg hos Yasin Ayari som sköt 1-0 på volley via ribban bakom Slovakiens målvakt Marek Rodak.

## Statistik
| Klubb              | Säsong             | Liga               | Liga    | Liga | Nationell cup | Nationell cup | Totalt  | Totalt |
| Klubb              | Säsong             | Division           | Matcher | Mål  | Matcher       | Mål           | Matcher | Mål    |
| ------------------ | ------------------ | ------------------ | ------- | ---- | ------------- | ------------- | ------- | ------ |
| AIK                | 2020               | Allsvenskan        | 1       | 0    | 0             | 0             | 1       | 0      |
| AIK                | 2021               | Allsvenskan        | 12      | 0    | 2             | 1             | 14      | 1      |
| AIK                | 2022               | Allsvenskan        | 24      | 4    | -             | -             | -       | -      |
| AIK                | Totalt             | Totalt             | 37      | 4    | 2             | 1             | 15      | 1      |
| Totalt i karriären | Totalt i karriären | Totalt i karriären | 37      | 4    | 2             | 1             | 15      | 1      |

## Utanför planen
Ayaris mor Amina Abbas arbetar inom AIK Fotboll sedan samma år som Ayari började spela för klubben. Ayari är förlovad med Sandra Kulusevska, syster till Dejan Kulusevski.